# Hilario Velasco
Hilario Velasco Buendía (Toledo, España, 27 de diciembre de 1940) es un exfutbolista español que jugaba de centrocampista.

## Trayectoria
Jugó en el C. P. Villarrobledo en la Tercera División, siendo un habitual en las alineaciones de aquel equipo. En 1963 fue traspasado al Sevilla F. C. a cambio de una sustanciosa suma de dinero muy ventajosa para el club manchego y de la disputa de un partido amistoso en el campo municipal de la Virgen de Villarrobledo, que tuvo lugar el 1 de mayo de ese mismo año.
Tras haber pasado una temporada en el Sevilla Atlético Club, en julio de 1964 pasó a formar parte de la primera plantilla del equipo andaluz, donde permaneció dos temporadas en las que jugó veintiséis partidos de Liga en Primera División y anotó cuatro goles; tantos conseguidos todos ellos en su primer año.
En 1966 fue traspasado al Calvo Sotelo C. F. de Puertollano, equipo con el que estuvo a punto de lograr el ascenso a Primera División en la temporada 1967-68.
A partir de 1968 recaló en las filas del Xerez C. D., recién descendido y militante de Tercera División, en el que permaneció tres temporadas y logró el ascenso a Segunda División en la última de ellas.

## Clubes
| Club                  | País   | Año       |
| --------------------- | ------ | --------- |
| Real Gijón            | España | 1960-1961 |
| C. P. Villarrobledo   | España | 1962-1963 |
| Sevilla Atlético Club | España | 1963-1964 |
| C. D. San Fernando    | España | 1964      |
| Sevilla F. C.         | España | 1964-1966 |
| Calvo Sotelo C. F.    | España | 1966-1967 |
| Levante U. D.         | España | 1967-1968 |
| Xerez C. D.           | España | 1968-1971 |